# Szentmiklós (Sárköz)
Szentmiklós a mai Szekszárd területén volt. Régi település, szerepel az esztergomi káptalan 1514. évi protokollumában, ahol feljegyezték a szekszárdi alapítvány birtokait. Biztosan tudjuk, hogy a 14-16. század között a szekszárdi apátság birtoka volt. A török foglalástól kezdve szultáni hász-birtok. 1563-64-ben a török összeírta  Szentmiklós falu gabonatermelőit és azok adóját:  Az összeírás adatai szerint Szentmiklós falu határában 18 szentmiklósi, 15 szerdahelyi, 2 decsi, egy-egy sági, Tolnai és szekszárdi termelt gabonát. A szentmiklósi 18 gabonatermelő összeírása ellenére a törökök itt 11 kaput adóztattak meg. Ha  a török adóösszeírásban szereplő kapuadó egységet egy-egy háztartás vagy gazdaság fogalmába értjük, akkor a fenti körülmény azt jelenti, hogy a vagyontalan adófizetésre fel sem jegyzett családok is csekély mennyiségű gabonát termelhettek. Ez is bizonyítja azt a feltevést, hogy egy-egy faluban többen éltek, amennyit a törökök összeírtak.
Szentmiklósnak, Palánk elődjének az 1566-os jövedelem-kimutatás szerint 18, az 1572-es defter szerint pedig 7 adózója volt. 1558-ban hat forint 25 dénár búzatizedet fizettek tizedfizetői. Ugyanekkor az egyházi tizednél csupán két búzatizedet fizetőt látunk: Bodó Orbán bírót, aki három, és Szászy Mátét, aki két búzakeresztet adózott. Az 1592-ből fennmaradt regesztrum, mely Martonfay István birtokait sorolja fel, említi Szentmiklóst is. „Szentmiklóson vagyon épp jobbágy  No. 8  Adójok kitesz évi 15 forintot ártán No. 1, száraz hal No. 6.  csizma kapcsostól No. 1, papucs is No. 1.” Szentmiklóson a török alatt állandó népességszámot mutatnak a defterek. 1590-91-ben 11 adózót írtak itt össze, 1622-23-ban nyolcat, 1631-32-ben szintén nyolcat, 1641-42-ben kilencet. Ezután 1652-ben tűnik fel újra a település. Martonfalvay Ádám Tolna vármegyei birtokainak, köztük Szentmiklósnak felét bérbe adta  a birtokokhoz közelebb fekvő Veszprém egyik katonájának, Tolnay Andrásnak. Tolnay vállalta, hogy minden esztendőben az úrnapi vásárkor megjelenik Martonfalvay győri lakásán, s ott átad neki 2 pár cselebi (úrnak való) csizmát és 3 vég vörös abaposztót.
A szentmiklósi „szegény együgyű jobbágyok” - ahogyan magukat aláírták – 1654. szeptember 1-én Martonfalvay Ádámnak mint földesuruknak azt írták, hogy mint annak előtte, úgy most is levelükkel akarnak életjelet adni magukról. Mostanáig – az utolsó levelük óta – sehonnét háborgatás nem érte őket és csöndességgel végezhették a betakarítást. Kérték földesurukat, hogy ezután is oltalmukra legyen, aminthogy ők is engedelmes jobbágyságukat ajánlják fel minden időben. Panaszkodtak, hogy a halnak nagy szükségében vannak, mert a vizek igen elapadtak és még ételre valót se igen foghattak. Ha idejét adja Isten, nem fognak elfelejtkezni az urukról, hanem meglátogatják. Az uraság leveléből megértették, hogy kisasszony napjára (szeptember 8.) fölhívott valakit közülük; de felmenni nem volt módjuk, „mivel az rajtuk uralkodó Török uraktul még arra alkalmatos szabad utunk nem engedtetett, mivel hogy övék az hatalom”. Kérik a földesurat, hogy írja meg, mi az akaratja s adjon levelet, hogy az adójuk summája mennyi legyen és tekintsen el attól, amivel adójukkal még hátra maradtak. E nyomorúságuknak bizony nem ők az okai, hanem , hogy mindenfelől sokan követelnek tőlünk adót, akiknek joga nem is volt hozzájuk. Levelet kérnek minden háborgatás ellen, hogy mind az uraságukhoz való járásukban, s mind egyéb szükséges dolgaikban, vagy kereskedésben, vagy másban ők is a földesuruk oltalmában jöhessenek-mehessenek békességgel. Aláírva: „Szegény együgyű jobbágyid a Fekete Sár parton, az vár (azaz: Palánk) alatt nyomorgók: Százy Jakab, Százy György, Százy Máté, Nagy Mihály.”